# Chalerm Yubamrung
Chalerm Yubamrung (ur. 10 czerwca 1948), tajski polityk, minister zdrowia od września do grudnia 2008, były minister sprawiedliwości i spraw wewnętrznych.

## Życiorys
Chalerm Yubamrung ukończył studia prawnicze na Uniwersytecie Ramkhamhaeng. W czasie swojej kariery zawodowej zajmował stanowisko szefa Kolei Państwowych Tajlandii.
W latach 1988–1990 pełnił funkcję ministra w kancelarii premiera Chatichaia Choonhavana. Od listopada 1990 do lutego 1991 był wiceministrem edukacji w jego gabinecie. Po wojskowym zamachu stanu w Tajlandii w 1991 wyjechał do Danii, gdzie uzyskał azyl polityczny. W 1995 został ministrem sprawiedliwości, a w 1996 wiceministrem spraw wewnętrznych.
Od 6 lutego 2008 do sierpnia 2008 pełnił funkcję ministra spraw wewnętrznych w gabinecie premiera Samaka Sundaraveja. 24 września 2008 objął urząd ministra zdrowia w gabinecie premiera Somchaia Wongsawata. Po wykluczeniu premiera Wongsawata z życia politycznego nakazem Sądu Konstytucyjnego 2 grudnia 2008, Yubamrung zachował stanowisko ministra zdrowia w rządzie tymczasowym Chaovarata Chanweerakula.
Chalerm Yubamrung był członkiem partii Thai Rak Thai, a następnie Partii Władzy Ludu (PPP).